# Bengel, Bernkastel-Wittlich
Bengel är en kommun och ort i Landkreis Bernkastel-Wittlich i förbundslandet Rheinland-Pfalz i Tyskland.
Kommunen ingår i kommunalförbundet Verbandsgemeinde Traben-Trarbach tillsammans med ytterligare 16 kommuner.